# Die schönen Wilden
Die schönen Wilden (Originaltitel: Le Sauvage) ist eine französisch-italienische Filmkomödie von Jean-Paul Rappeneau aus dem Jahr 1975 mit Yves Montand und Catherine Deneuve in den Hauptrollen.

## Handlung
Die schöne Nelly feiert mit ihrem italienischen Verlobten Vittorio und dessen Familie ihren Polterabend in Venezuela. Als sie abends im Bett liegen, überlegt Nelly es sich anders, packt ihre Sachen und flieht in ein Hotel. Dort begegnet ihr Martin, ein französischer Landsmann. Der Hotelpage informiert derweil Vittorio über Nellys Aufenthaltsort. Dieser erscheint wütend im Hotel und gelangt über den Balkon in ihr Zimmer. Er glaubt, sie habe eine Affäre, und sucht nach ihrem Geliebten. Als sie lautstark in Streit geraten und sich gegenseitig schlagen, kommt Martin hinzu, um Schlimmeres zu verhindern. Nelly flieht daraufhin mit Vittorios Wagen und sucht ihren Chef Alex Fox in dessen Nachtclub auf. Um Venezuela verlassen zu können, benötigt sie den Lohn, den dieser ihr seit Monaten schuldig geblieben ist. Er kann ihr das Geld jedoch nicht geben. Als der wütende Vittorio ebenfalls im Club erscheint, lässt Alex Nelly allein in seinem Büro zurück, worauf sie ihm zum Ausgleich des noch ausstehenden Lohns ein Gemälde von Toulouse-Lautrec stiehlt.
Nelly kehrt mit dem Gemälde ins Hotel zurück und will es Martin verkaufen. Der hat jedoch nicht genügend Geld, lässt sich aber überreden, sie zum Flughafen zu fahren. Dort beschafft er ihr ein Flugticket nach Paris. Er selbst kehrt auf eine einsame Insel in der Karibik zurück. Als er mit seinem Boot dort eintrifft, kommt ihm überraschenderweise Nelly entgegen, die mit dem Gemälde nicht durch den Zoll gelangt war und sich zu seiner Insel hatte fliegen lassen. Sie hofft nun, Martin könne sie mit seinem Boot nach Santo Domingo bringen, wo sie das Gemälde verkaufen möchte. Als Martin sie stattdessen zum Festland zurückbringen will, schlägt Nelly ein Leck ins Boot und bringt es so zum Sinken. Zurück auf der Insel verbarrikadiert sich der wütende Martin in seinem Haus, sodass sich Nelly gezwungen sieht, auf dem Bootssteg zu übernachten.
Am nächsten Morgen beginnt Martin, sich ein neues Boot zu bauen. Während er sich im Dschungel Holz dafür besorgt, schleicht sich Nelly in sein Haus, um etwas zu essen. Am Abend gelingt es ihr, Martin in seinem Keller einzusperren. Er findet jedoch einen anderen Ausgang und versucht nun, sie aus seinem Haus zu vertreiben. Als er ihr eine Ananas an den Kopf wirft, fällt Nelly bewusstlos zu Boden. Besorgt trägt Martin sie auf seine Veranda und holt ihr etwas zu trinken. Als sie wieder zu sich kommt, gibt sie ihm einen innigen Kuss. Nach der darauffolgenden gemeinsamen Nacht ist Martin bereit, sie nach Santo Domingo zu fahren. Nelly, die inzwischen jedoch auf eine gemeinsame Zukunft gehofft hat, läuft weinend davon. Sie findet eine kleine Hütte und richtet sich dort ein. Martins Frau Jessie hält unterdessen in New York eine Konferenz ihrer Firma ab, für die Martin auf seiner Insel Parfüms kreiert. Als Parfüm-Hersteller hatte Martin sich einst einen großen Namen gemacht. Den Ruhm, aber auch seine Ehe und die moderne Zivilisation hatte er jedoch gehörig satt. Wie sich herausstellt, lässt die Firma ihn auf Schritt und Tritt von Miss Mark, einer Detektivin, beobachten.
Martin lädt Nelly schließlich zu einem gemeinsamen Abendessen in sein Haus ein. Als er mit seinen Vorbereitungen fertig ist, zieht ein Gewitter auf. Er wartet und wartet, doch Nelly kommt nicht. Er geht schließlich zu ihrer Hütte und findet sie lesend auf ihrem Bett vor. Als sie in Streit geraten, taucht plötzlich ein Mann vor Nellys Fenster auf. Vittorio und Alex sind mit mehreren Männern auf der Insel eingetroffen. Während Martin zusammengeschlagen wird, bringt Vittorio Nelly auf seine Yacht. Alex findet derweil sein Toulouse-Lautrec-Gemälde, das bei dem von Nelly verursachten Schiffbruch arg gelitten hat. Während die Yacht schließlich davonfährt, bleibt Martin hilflos am Ufer zurück und muss zusehen, wie sein Haus in Flammen aufgeht.
Am nächsten Morgen fliegt Miss Mark mit einem Flugzeug um die Insel und sieht Martin bewusstlos auf dem Bootssteg liegen. Mit einem Rettungshubschrauber wird er auf das Festland gebracht. Als er wieder bei Kräften ist, fährt er mit seiner Frau nach New York, wo diese ihn an seinen Vertrag erinnert, dem zufolge er weitere acht Jahre für die Firma neue Düfte kreieren müsse, andernfalls drohe ihm eine Gefängnisstrafe. Ohne zu zögern, entscheidet sich Martin für Letzteres. Nachdem er seine Haftstrafe abgesessen hat, kehrt er nach Venezuela zurück. Er sucht Vittorio auf, der inzwischen mit einer anderen Frau zusammen lebt. Im Hotel, in dem er Nelly einst kennenlernte, reicht ihm der Concierge eine Nachricht, der zufolge Nelly nach Frankreich zurückgekehrt ist. Als Martin dort vor ihrem Haus erscheint, fällt ihm Nelly glücklich in die Arme.

## Hintergrund

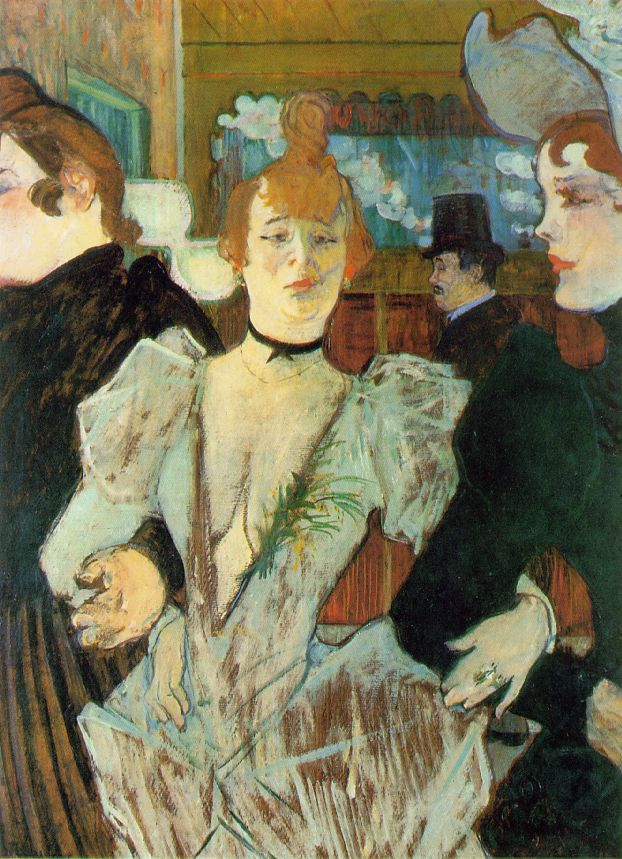
Das Gemälde La Goulue arrivant au Moulin Rouge (1892) von Toulouse-Lautrec

Die Dreharbeiten fanden unter anderem in Caracas, der Hauptstadt Venezuelas, auf den Bahamas, auf den Jungferninseln und in New York statt. Max Douy war dabei für die Filmbauten zuständig, Catherine Leterrier für die Kostüme. Beim Gemälde, das Nelly im Film ihrem Chef stiehlt, handelt es sich um La Goulue arrivant au Moulin Rouge von Toulouse-Lautrec. Die Kopie im Film ist jedoch spiegelverkehrt.
Die Premiere des Films fand am 26. November 1975 in Frankreich statt, wo in der Folge mehr als 2,3 Millionen Zuschauer in die Kinos strömten. In Deutschland wurde die Komödie erstmals am 16. Januar 1976 veröffentlicht.

## Kritiken
„Einfallsreich pointierte Komödie, die mit geistvollem Charme die Weltfluchtromantik verulkt und ungeachtet einiger Mängel schwungvoll unterhält“, befand das Lexikon des internationalen Films. Für Prisma war Die schönen Wilden „eine rasante, außergewöhnliche Filmkomödie über die Sehnsucht nach einer heilen Welt, die weniger auf eine spektakuläre Inszenierung, als auf das hervorragende Spiel ihrer beiden Hauptdarsteller setzt“. Das Fazit von Cinema lautete: „Charmanter, witziger Spaß […]. Ein reizendes Rendezvous unter Palmen.“

## Auszeichnungen
Bei der César-Verleihung 1976 war der Film in den Kategorien Beste Hauptdarstellerin (Catherine Deneuve), Beste Regie, Beste Kamera und Bester Schnitt für den César nominiert. Deneuve musste sich in ihrer Kategorie letztlich Romy Schneider in Nachtblende geschlagen geben. Auch in den anderen Kategorien ging die Filmkomödie leer aus.

## Deutsche Fassung
Die deutsche Synchronfassung entstand bei der Hermes Synchron in Berlin.
| Rolle            | Darsteller         | Synchronsprecher       |
| ---------------- | ------------------ | ---------------------- |
| Martin           | Yves Montand       | Arnold Marquis         |
| Nelly            | Catherine Deneuve  | Helga Trümper          |
| Vittorio         | Luigi Vannucchi    | Michael Chevalier      |
| Alex Fox         | Tony Roberts       | Thomas Danneberg       |
| Jessie Coutances | Dana Wynter        | Dagmar Altrichter      |
| DeLuise          | Gabriel Cattand    | Friedrich Schoenfelder |
| Coleman          | Vernon Dobtcheff   | Hans-Werner Bussinger  |
| Ribeiro          | Luis Gerardo Tovar | Claus Jurichs          |
| Sekretär         | Geoffrey Carey     | Arne Elsholtz          |
| Kalkulator       | Carlo Plattner     | Manfred Lehmann        |